# Linea Blu (Libano)

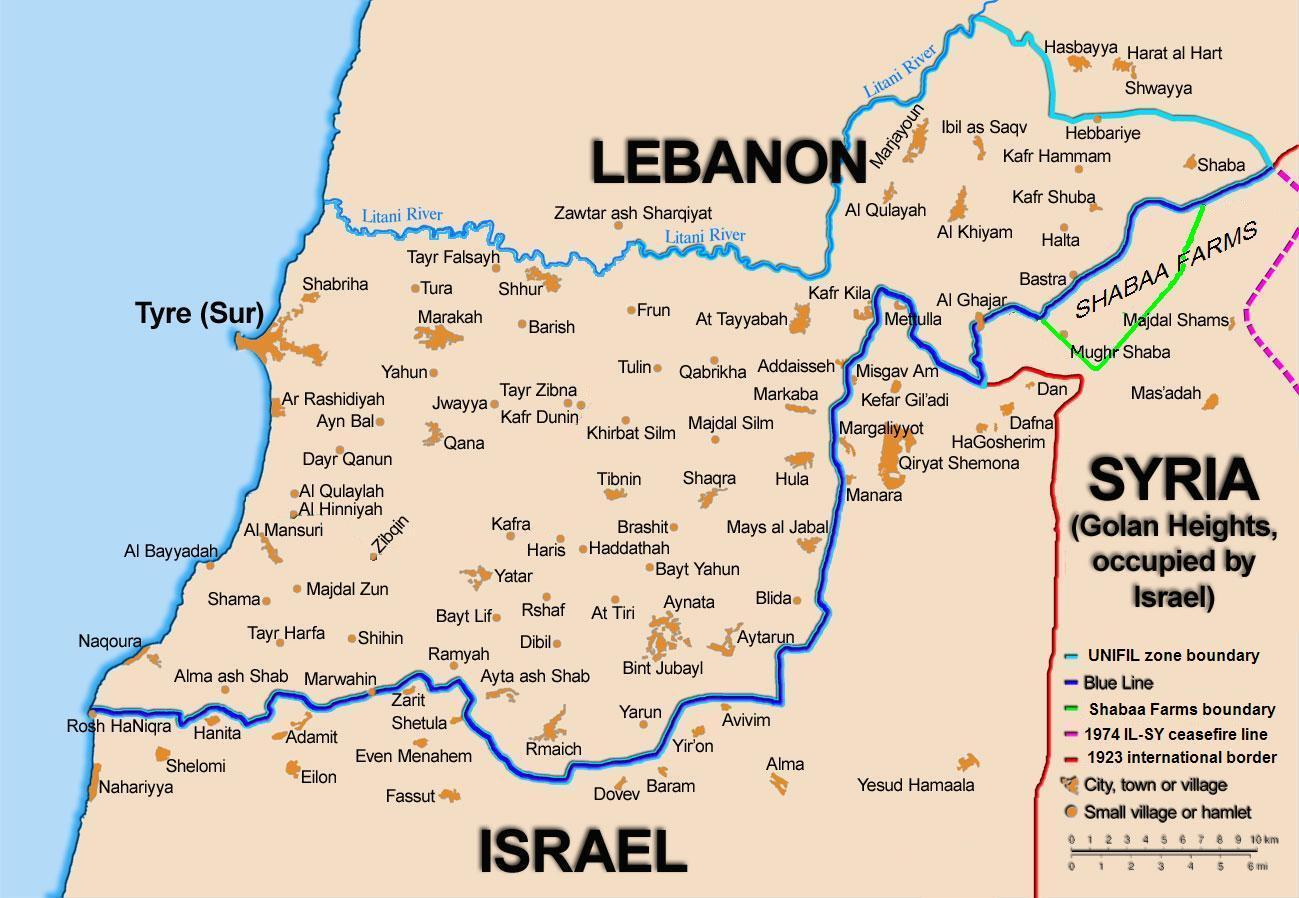
La Linea Blu copre il confine israelo-libanese e una sua estensione quello libanese-alture del Golan.

La Linea Blu è una linea di demarcazione tra Libano e Israele resa pubblica dalle Nazioni Unite il 7 giugno 2000 allo scopo di determinare se Israele si fosse completamente ritirato dal Libano.
Entro il settembre 2018 Israele ha completato 11 chilometri di una barriera di cemento, lungo il suo confine con il Libano, destinata a proteggere le comunità israeliane dalle infiltrazioni di Hezbollah.

## Antefatto
L'11 marzo 1978 l'Organizzazione per la Liberazione della Palestina (OLP), guidata da Dalal al-Maghribi, portò a termine il massacro della Strada costiera in Israele che provocò la morte di 37 israeliani, tra cui 13 bambini. In risposta, le forze israeliane invasero il Libano meridionale da cui l'OLP aveva operato regolarmente durante gli anni 1970. A partire dalla notte tra il 14 e il 15 marzo e culminando pochi giorni dopo, le forze di difesa israeliane (IDF) occuparono l'intera parte meridionale del paese ad eccezione della città di Tiro e la sua area circostante. Questa operazione è conosciuta in Israele come operazione Litani.
Il 15 marzo 1978 il governo libanese presentò una forte protesta al Consiglio di sicurezza delle Nazioni Unite contro l'invasione israeliana, affermando che non aveva alcun collegamento con l'operazione palestinese. Il 19 marzo 1978 il Consiglio adottò la risoluzione 425, in cui chiedeva a Israele di cessare immediatamente la sua azione militare e di ritirare le sue forze da tutto il territorio libanese. A questo scopo istituì la UNIFIL. Le prime truppe UNIFIL arrivarono nella zona il 23 marzo 1978.

## Definizione
La Linea Blu si basa sul dispiegamento dell'IDF prima del 14 marzo 1978. Non deve essere confusa con la Linea Verde, creata nel 1949, che è la linea di armistizio della guerra arabo-israeliana del 1948. La linea del 1949 è a sua volta identica alla linea del mandato del 1923, che era il confine tra il territorio del mandato francese e quello britannico della Palestina (figlio dell’accordo Paulet-Newcombe) . L'accordo del 1949 stabilì che il confine avrebbe seguito la linea del 1923. Nel 1923, erano stati posti 38 segnali di demarcazione lungo il confine di 79 km. e pubblicata una descrizione testuale dettagliata. La Linea Blu del 2000 differisce in circa una mezza dozzina di tratti brevi dalla linea del 1949, anche se mai più di 475 metri.
I confini sono di solito negoziati tra Paesi, e tra il 1950 e il 1967 gli ispettori israeliani e libanesi riuscirono a completare 25 chilometri non contigui e a segnare (ma non demarcare) un altro quarto del confine internazionale. Il 17 aprile 2000, quando il primo ministro israeliano Ehud Barak annunciò che Israele avrebbe iniziato a ritirare le sue truppe dal Libano, il governo libanese non volle prendere parte alla definizione del confine. L'ONU ha quindi condotto la propria indagine sulla linea discussa nella Risoluzione 425 del Consiglio di sicurezza delle Nazioni Unite.
Il 25 maggio 2000 il governo israeliano notificò al segretario generale delle Nazioni Unite che Israele aveva ridistribuito le proprie forze in conformità con le risoluzioni 425 del Consiglio di sicurezza.
Dal 24 maggio al 7 giugno 2000, l'inviato speciale del segretario generale delle Nazioni Unite si recò in Israele e Libano per dare seguito all'attuazione della relazione del 22 maggio del Segretario generale. Il cartografo delle Nazioni Unite e la sua squadra, assistita dall'UNIFIL, operarono sul campo per identificare una linea da adottare per gli scopi pratici della conferma del ritiro israeliano. Mentre era stato convenuto che questa non sarebbe stata una demarcazione formale dei confini, l'obiettivo era quello di identificare una linea sul terreno strettamente conforme ai confini del Libano riconosciuti a livello internazionale, sulla base delle migliori prove cartografiche e di altri documenti disponibili.
Il 7 giugno la mappa completa che mostrava la linea di ritiro venne formalmente trasmessa dal comandante della forza dell'UNIFIL alle sue controparti libanesi e israeliane. Nonostante le loro riserve sulla linea, i governi di Israele e Libano confermarono che l'identificazione di questa linea era di esclusiva competenza delle Nazioni Unite e che avrebbero rispettato la linea identificata. L'8 giugno squadre dell'UNIFIL guidate dal brigadiere generale libanese, Imad Anka e dal b. g. Amin Htait iniziarono il lavoro di verifica del ritiro israeliano dietro la linea.
Il 16 giugno il segretario generale riferì al Consiglio di sicurezza che Israele aveva ritirato le sue forze dal Libano in conformità con la risoluzione 425 del 1978, soddisfacendo così ai requisiti definiti nella sua relazione del 22 maggio 2000. Ovvero, Israele aveva completato il ritiro in conformità con la linea identificata dalle Nazioni Unite, le milizie dell'esercito del Libano del Sud erano state smantellate e tutti i detenuti nella prigione di Al-Khiam erano stati liberati.
Da allora la linea di ritiro venne definita la Linea Blu in tutte le comunicazioni ufficiali delle Nazioni Unite.

## Violazioni della Linea Blu

### Raid di Hezbollah del 2000
Il 7 ottobre 2000 tre soldati israeliani: Adi Avitan di 22 anni, il sergente Benyamin Avraham di 21 e il sergente Omar Sawaid di 27, vennero fatti prigionieri dalle forze Hezbollah mentre pattugliavano il lato meridionale (israeliano) della linea di demarcazione riconosciuto dal Segretario generale delle Nazioni Unite e dal Consiglio di sicurezza come linea di dispiegamento israeliana. I soldati furono uccisi durante l'attacco o subito dopo.

### Raid di Hezbollah del 2006
Hezbollah accelerò la guerra del Libano di 34 giorni del 2006, quando i suoi militanti lanciarono dei razzi sulle città di confine israeliane come diversivo per un attacco di missili anticarro su due blindati Humvee perlustrando il lato israeliano della barriera di confine. Dei sette soldati israeliani a bordo dei due mezzi, due furono feriti, cinque uccisi e i feriti portati in Libano. Israele rispose con un massiccio attacco aereo e di artiglieria su obiettivi in Libano e con un'invasione via terra nel sud del Libano.

### Violazione israeliana dello spazio aereo libanese
Dopo il ritiro del 2000, le autorità militari libanesi riferirono che i jet israeliani avevano violato la risoluzione 1701 delle Nazioni Unite entrando nello spazio aereo del paese e rompendo il muro del suono sopra diversi villaggi nelle parti meridionali della nazione. Le truppe libanesi avevano risposto sparando sui jet israeliani con armi antiaeree obsolete. I funzionari libanesi denunciarono oltre 1600 violazioni dello spazio aereo da parte di Israele dal ritiro del 2000.

### Scontro ai confini Israele-Libano del 2010
Il 3 agosto 2010 soldati delle forze armate libanesi aprirono il fuoco contro i soldati dell'esercito israeliano che eseguivano lavori di manutenzione degli alberi sulla linea israeliana della Linea Blu, come confermato dall'UNIFIL. Un israeliano venne ucciso dall'esercito libanese e tre libanesi morirono quando l'esercito israeliano rispose all'attacco. Il ministro dell'Informazione libanese Tarek Mitri dichiarò che nonostante il fatto che il Libano avesse accettato la Linea Blu "L'area in cui si trova l'albero che doveva essere tagliato ieri [...] è a sud della Linea Blu ma è territorio libanese". L'UNIFIL determinò che le truppe israeliane si trovavano sul loro territorio.

### Scontro ai confini Israele-Libano del 2011
Il 1º agosto 2011, l'UNIFIL confermò un incidente di frontiera in cui nessuno era rimasto ferito. Israele e il Libano diedero diversi resoconti dell'incidente. Un ufficiale libanese disse che le truppe israeliane avevano attraversato la Linea Blu entrando per 30 metri nel territorio libanese, costringendo i soldati libanesi a sparare colpi di avvertimento per indurre le truppe israeliane a ritirarsi e a non sparare verso i posti di frontiera libanesi. Le fonti militari israeliane dissero che le loro forze erano all'interno del territorio israeliano quando furono attaccate da oltre confine.

### Scontro al confini di Rosh Hanikra del 2013
Il 15 dicembre 2013, un cecchino dell'esercito libanese uccise un soldato israeliano sul confine di Rosh Hanikra.

### Incidente delle fattorie Shebaa del 2015
Il 28 gennaio 2015, Hezbollah lanciò un missile anticarro su un convoglio militare israeliano nei pressi delle fattorie di Shebaa, uccidendo due soldati e ferendone sette. In risposta, Israele sparò almeno 50 proiettili di artiglieria attraverso il confine nel sud del Libano, uccidendo un soldato spagnolo della forza di pace delle Nazioni Unite.